# معبد سانتا كروث دي تينيريفه الماسوني

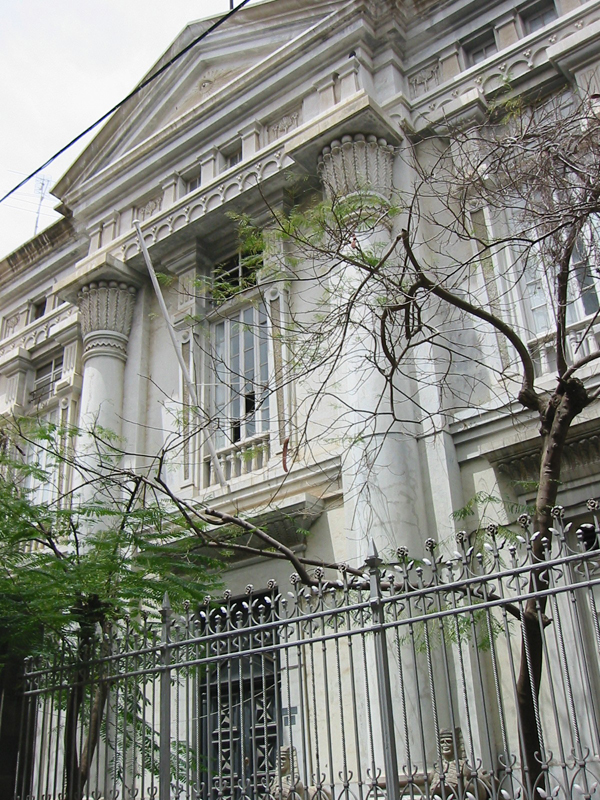
واجهة المعبد

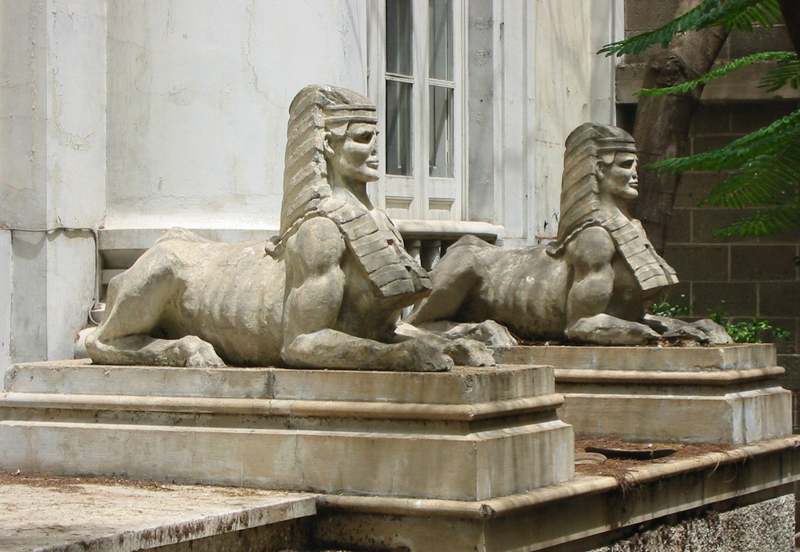
تمثالي أبو الهول أمام المبنى.

معبد سانتا كورث دي تينيريفه الماسوني (بالإسبانية: Templo Masónico de Santa Cruz de Tenerife) هو أحد أكبر المعابد الماسونية في إسبانيا, يقع في سانتا كروث دي تينيريفه (جزر الكناري).

تم تشييد هذا المعبد بين 1899 و1902. بينما تم الانتهاء من الواجهة في سنة 1923.

يعتبر هذا المعبد أحد المعابد القليلة التي لم تدمر في حكم فرانثيسكو فرانكو.

## الصور

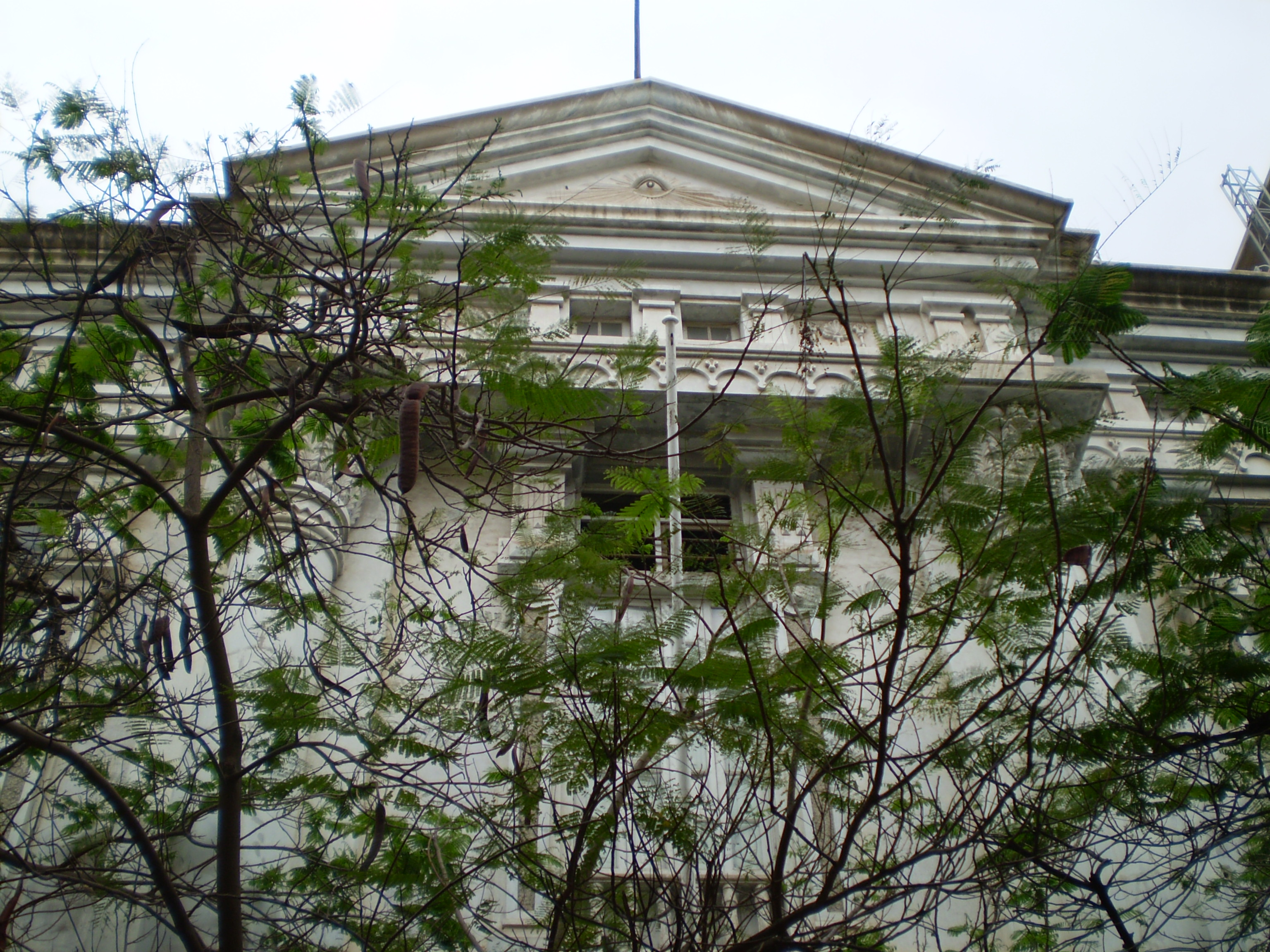
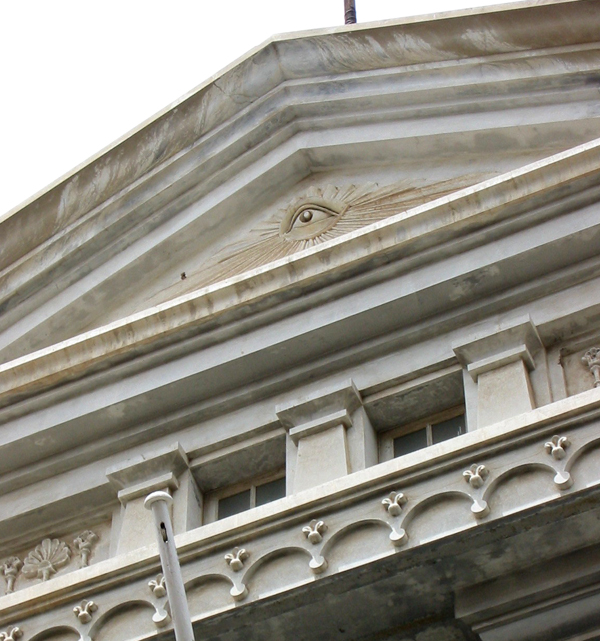
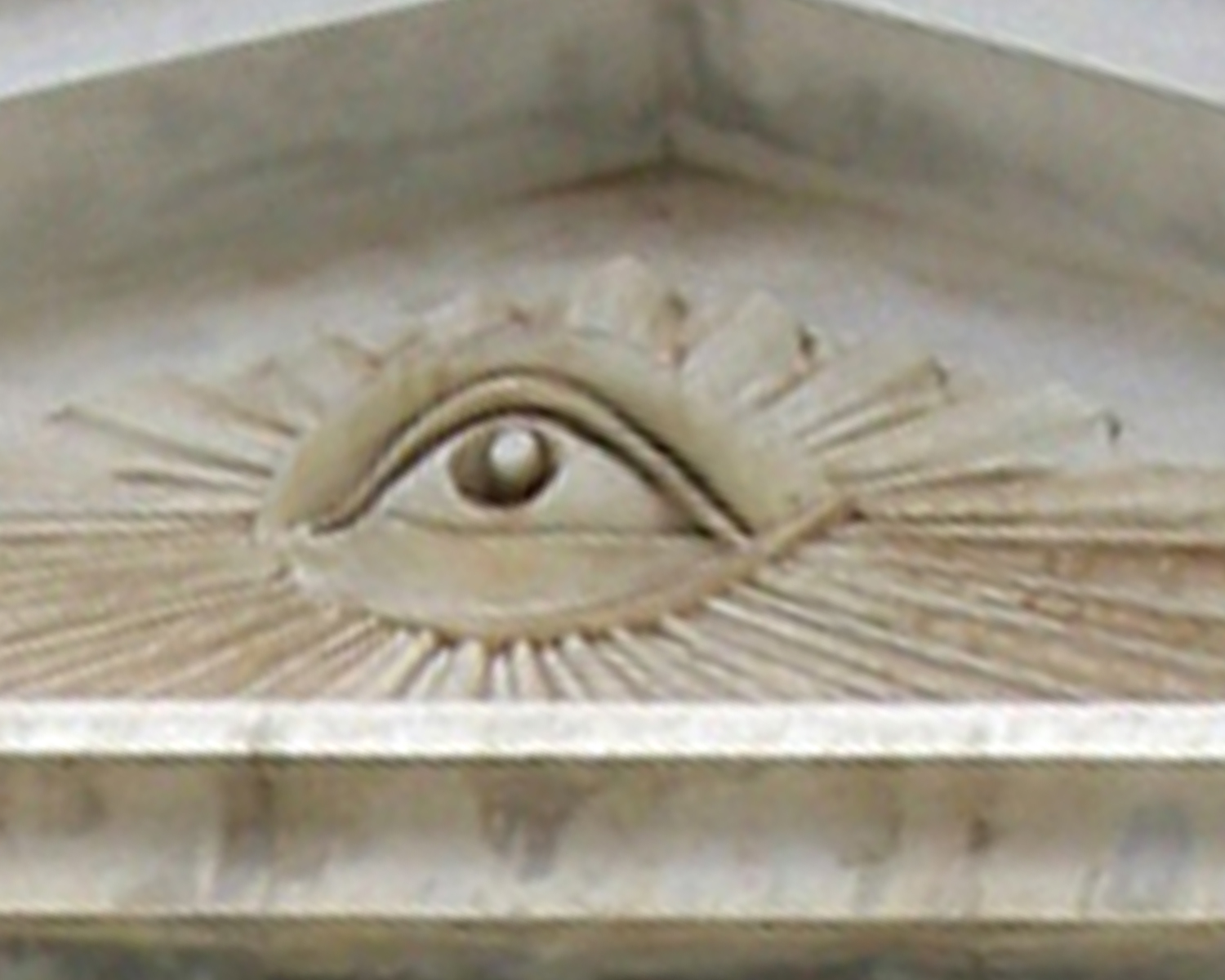
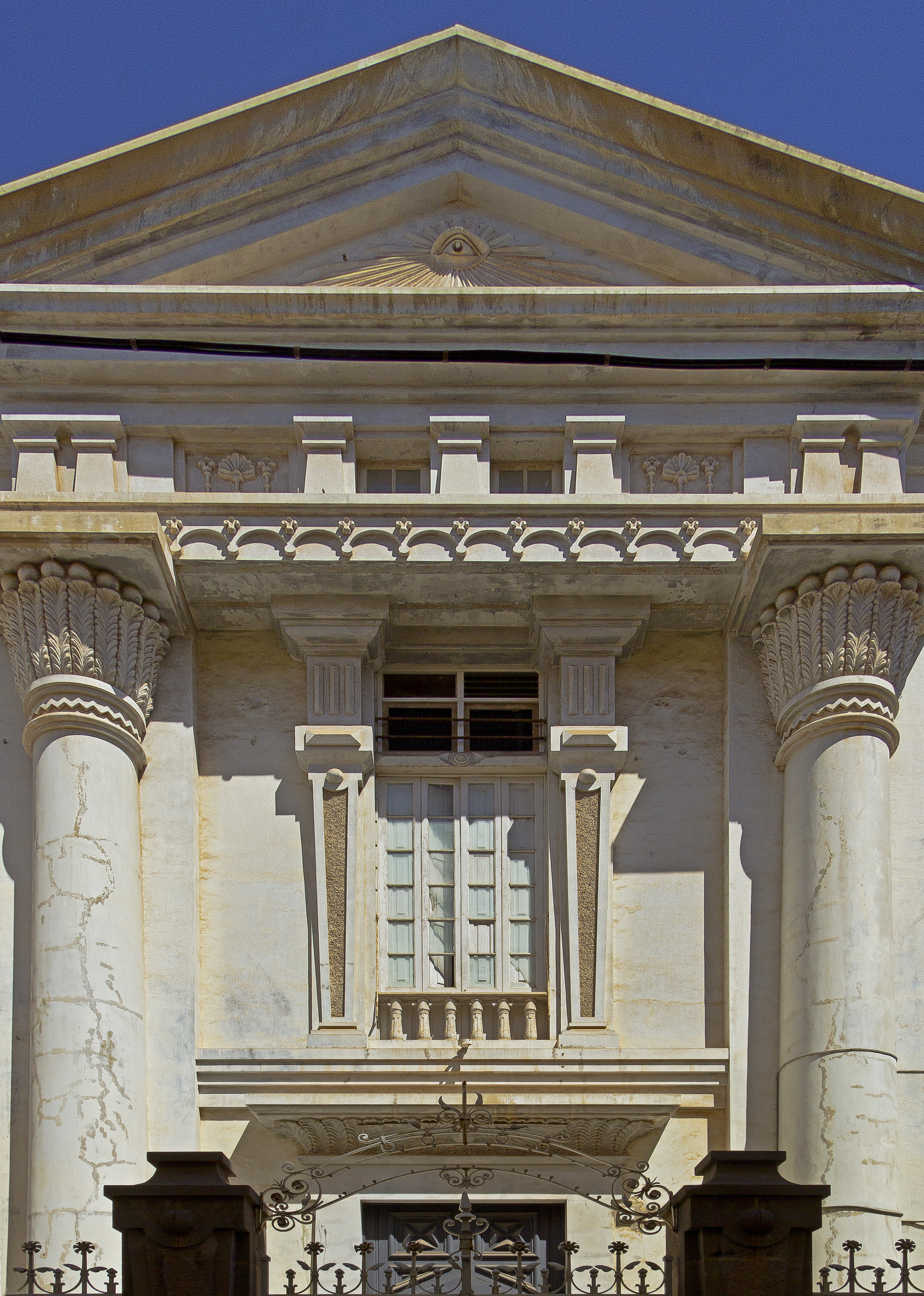
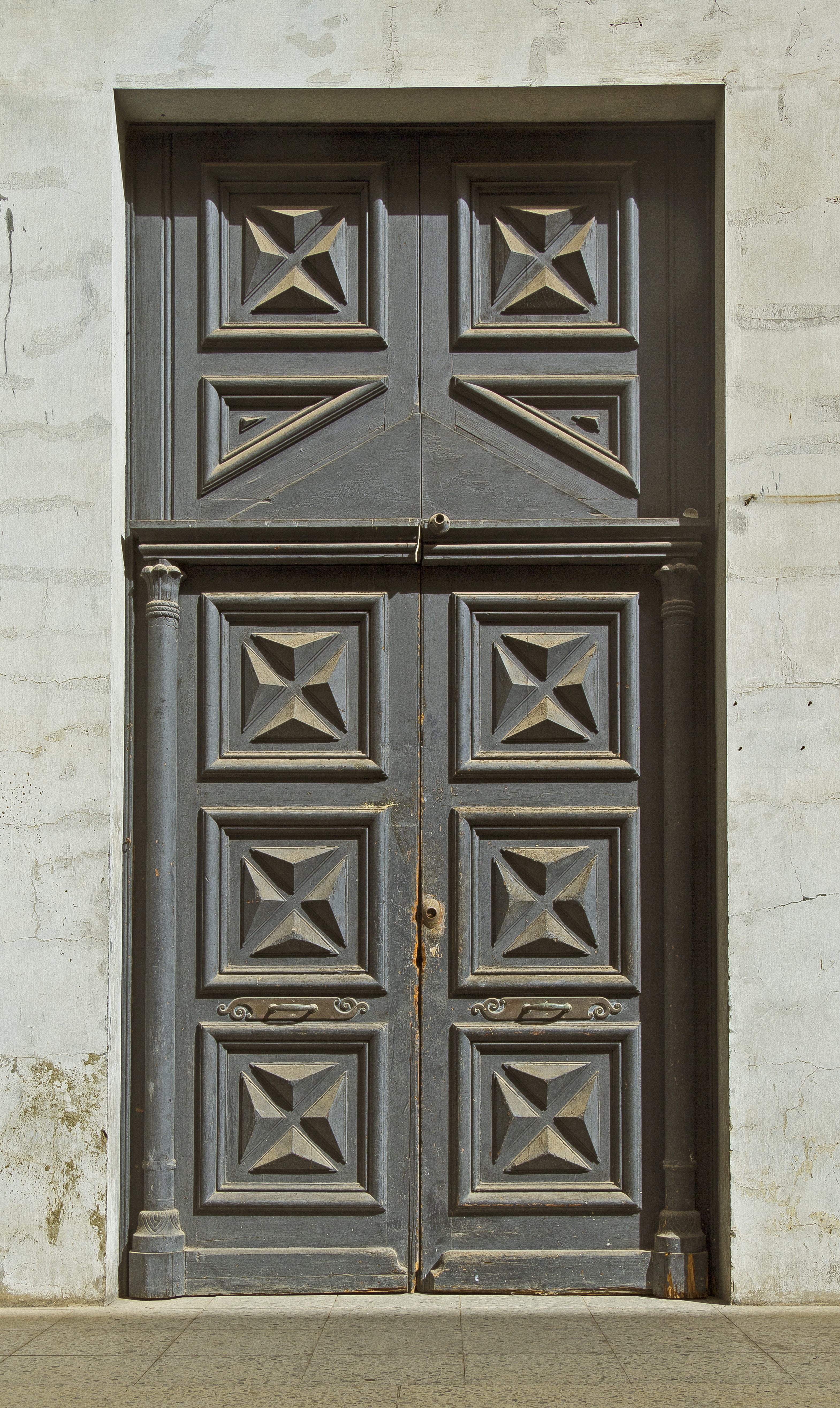

## مقالات ذات صلة
- ماسونية
- معبد ماسوني

## روابط خارجية
- (es) الماسونية في جزر الكناري.